# 울포항
울포항은 전라남도 완도군 금당면 울포리에 있는 어항이다. 1972년 3월 7일 지방어항으로 지정하여 관리하고 있다. 시설관리자는 완도군수이다.

## 어항 시설
- 방파제(2) 173m, 선착장(1) 45m, 물양장(2) 162m

## 주요 어종
- 도미, 문어, 넙치